# Oie pie vénitienne
L'oie pie vénitienne (oca pezzata veneta), ou oie padane, est une race d'oies domestiques originaire de la plaine lombardo-vénitienne au nord de l'Italie. Sa viande, très savoureuse, est consommée fraîche comme oie rôtie, mais aussi en saucisse et en viande assaisonnée (la spécialité locale dite « prosciutto d'oca », magret d'oie, et la poitrine fumée).

## Histoire et description
Cette oie est apparue à partir d'oies locales de la plaine vénitienne et a été élevée dans toute la plaine du Pô (d'où son autre nom au standard officiel, d'« oie padane »). C'est une race rustique et très bonne pondeuse, puisqu'elle pond environ cent œufs par an, ce qui est nettement supérieur à la plupart des races d'oies domestiques. Ceux-ci pèsent au minimum 120 grammes. Cependant cette oie est une piètre couveuse. Vers seize ou dix-huit semaines, le jars peut déjà atteindre 6 ou 7 kg, sa taille moyenne adulte. Ses yeux sont bleus ou bruns avec une caroncule rouge. Le cou est moyennement long, droit et gros.
Le jars et l'oie ont un plumage blanc avec une tête aux plumes grises, un cou du quart ou à la moitié gris, tandis que la partie basse du dos, les jambes sont d'un gris-brunâtre ourlé de blanc. Sur les épaules et le dos, le dessin forme un cœur. Le duvet est blanc. 
La queue est portée bien horizontalement. Le baguage est de 27 mm pour les deux sexes,.